# Tuparis
Os Tuparis são um grupo indígena que habita o Sul do estado brasileiro de Rondônia, mais precisamente nas Áreas Indígenas Rio Branco e Rio Guaporé. São da família linguística Tupi e falam a língua Tupari. Tem a língua portuguesa como a segunda língua.

## Costumes

### Funerários
Quando os Tupari morrem, são chamados de Pabid. O pajé principal lava, penteia e coloca adornos no Pabid, e depois passa óleo. Toda a preparação do corpo é acompanhada com rezas, gestos, sopros e estalo de línguas. Os Tupari acreditam que outros Pabid vem buscar o recém Pabid para leva-lo da aldeia dos vivos para a aldeia dos mortos.

### Batismo
É realizado um batizado quando o bebê tupari já possui idade para comer larva de palmeira. O pai da criança a ser batizada sai para caçar por um período de dez dias. Cinco dias antes do batizado, os pais entram em um jejum de comida e bebida e no quinto dia, o pajé da tribo faz pinturas corporais nos pais, com sumo de jenipapo. E no sexto dia, o pajé principal. nu e totalmente pintado de vermelho, novamente pinta os pais da criança, dá para os eles folhas de milho para mastigar e depois cuspir na bacia, que contem água e folhas. O pajé salpica água com as folhas da bacia nos pais, duas vezes, e depois na criança. Após esse procedimento, a mãe se banha, esfregando as folhas no corpo, depois banha a criança e por fim o pai se banha. Após esse ritual, é distribuído chicha para os homens e as comidas feita pela mãe e a caça feita pelo pai são postas em uma mesa. Os pais retornam, em torno de meio dia com a criança e sentam em um banquinho, enquanto os pajés fazem um ritual de aproximadamente três horas. No final, dão uma larva de palmeira para a criança comer. Os presentes e os pais comemoram e compartilham a comida que está na mesa.

### Rituais de iniciação
Tradicionalmente, o ritual de iniciação feminina Tupari se dava no período da menarca. A menina era isolada em um espaço fechado por esteira e folhas de palmeira na casa. Durante os cinco primeiros dias, não era permitido beber e comer. Após esses cinco dias, o pajé benzia uma jarra de chicha não fermentada a qual a menina deveria beber até os meses subsequentes, sendo proibida tocar em qualquer carne animal ou se banhar. Enquanto ficava isolada, deveria tecer uma rede para seu futuro marido. Se já tivesse um marido, este não poderia vê-la durante o isolamento. O isolamento durava em torno de dois a três meses. Após esse período, os homens da família da menina saiam para caçar durante dez dias e as mulheres passavam terra úmida e podre na cabeça da menina. E esta deveria jejuar por mais cinco dias. Quando os homens retornavam da caça, o pajé principal fazia um ritual com a menina e sua família. As mulheres raspavam o cabelo da menina, pintavam o corpo e cabeça dela com pigmentação vermelha e preta e a alimentavam.

### Festividades
A festa da chicha ocorre uma vez ao ano. Nesta festa há música, dança, comida e bebida. A música é acompanhada por uma dança onde há uma roda de homens com a mão direita no ombro do homens a sua direita e na mão esquerda segura a taboca. As mulheres fazem uma roda externa, ou dando as mãos ou segurando a cintura ou o ombro das mulheres ao seu lado. As pessoas das rodas dão passinhos lentos e ritmados para o lado, andando em circulo. A dança tem uma duração de aproximadamente 15 minutos. Após a dança, a roda é desfeita e as pessoas vão beber chicha e come até o amanhecer do dia.

### Distribuição de trabalho
Os homens são responsáveis por abrir terreno e preparar o solo para o cultivo. Também são responsáveis pela caça. As mulheres são responsáveis em plantar as sementes e fazer a colheita. Também são responsáveis nas atividades domésticas de cozinhar, preparar a chicha e fiar o algodão.

## Economia
Tradicionalmente, os Tupari viviam da agricultura, principalmente milho, aipim, cará, amendoim, cana-de-açúcar, banana, feijão e vários outros tubérculos. E também da pesca, da coleta e da caça. Sendo a carne de macaco a mais apreciada.
O contato com os não índios, em meados da década de 1930, os Tupari começaram a trabalhar nos seringais em troca de ferramentas e roupas. Atualmente, o artesanato é uma das principais fontes de renda.
Recentemente, os Tupari começaram a produzir, de uma maneira sustentável, cafés de boa qualidade, com apoio da CTL Alta Floresta I e da Empresa Brasileira de Pesquisa Agropecuária (Embrapa).

## Educação
Tradicionalmente, os mais velhos passavam os conhecimentos para os mais jovens, através das atividades cotidianas como a pesca, caça, brincadeiras, danças, entre outros. As atividades específicas femininas eram ensinadas pela mãe, avós, tias ou qualquer parente próximo do sexo feminino e as atividades específicas masculinas eram ensinadas pelo pai, avôs, tios ou qualquer parente próximo do sexo masculino.
Em 1970, já em contato com os não índios, algumas famílias Tupari colocaram seus filhos em uma escola localizada na Fazenda Bom Jardins, próximo ao rio Guaporé. Nos anos de 1980, a Funai criou uma escola na aldeia São Luís e outra na aldeia Cajuí.
No ano de 1992, a FUNAI criou a Escola Indígena Estadual de Ensino Fundamental Hapbitt Tupari e a primeira professora contratada foi uma indígena da etnia Tupari, mas faltou material de apoio pedagógico e ela saiu sem completar o ano letivo. A professora foi substituída por um professor também da etnia Tupari. A escola funcionava em uma casa que era usada pelos seringueiros como depósito. A casa possuía telhado de zinco, impossibilitando as crianças estudarem em dias de muito calor. No final dos anos de 1990, a comunidade constrói uma escola com materiais retirados da mata. Em 2007, construíram uma escola em alvenaria financiado pelo Governo Federal.
Atualmente, a escola oferece aulas do 1º ao 5º ano do Ensino Fundamental. Os professores possuem autonomia para escolher a metodologia de ensino e ministrar a aula na língua tupari. Ensinam língua portuguesa, língua tupari, matemática, geografia, história e ciências.

## História
Por séculos, os Tupari viveram nas regiões de Vilhena e de Mato Grosso como nômades. Quando aprenderam a cultivar e armazenar alimentos para os períodos mais escassos, estabeleceram moradia fixa e começaram também a domesticar animais.
No período da abertura da estrada BR-34, que liga Mato Grosso ao Rio Branco, os Tupari  recuaram para a região oeste de Pimenta Bueno (atual município de Rondônia), pois não queriam contato com os não índios. Foi no ano de 1927 que ocorreu a primeira tentativa de contato com os Tupari, onde dois seringueiros, tendo o cacique da tribo Makuráp e índios de outras etnias como interlocutores, ofereceram trabalho no seringal Paulo Saldanha, localizado na margem esquerda do Rio Branco. Os Tupari recusaram a proposta. Neste período, os Tupari contraíram doenças devido ao contato com os índios Makuráp, que mantinham contato com os não índios. Em 1935, houve uma segunda tentativa de contato, com êxito. Alguns Tupari começaram a trabalhar no seringal, em troca de ferramentas não indígenas, como enxadas, machados, facões e roupas. Durante este período houve um alto índice de mortalidade entre os Tupari, devido as epidemias causadas pelo contato com não índios, como a epidemia de sarampo em 1954, reduzindo-os a 66 pessoas.

Em 1980, a Funai instalou um posto indígena na região do rio Branco e identificou que mais de 150 indígenas trabalhavam para fazendas e seringais em regime de semiescravidão. Em 1983, houve a demarcação da Terra Indígena Rio Branco com 240.000 hectares, ficando três aldeias Tupari fora da área demarcada. No ano de 1987, foi a primeira vez que um grupo de Tupari conheceram a cidade. E a partir de 1988, madeireiras e garimpeiros constantemente ameaçam as terras indígenas,